# BTS Group Holdings
BTS Group Holdings Public Company Limited (en tailandés: บริษัท บีทีเอส กรุ๊ป โฮลดิ้งส์ จำกัด มหาชน), anteriormente con el nombre Tanayong Public Company Limited, es un conglomerado privado dedicado principalmente a brindar servicios de transporte público en Tailandia, además de invertir en medios de comunicación, el sector inmobiliario y servicios.
BTS Group tiene sus oficinas en el edificio TST Tower, del distrito Chatuchak, en Bangkok.
El grupo empresario es accionista mayoritario de Bangkok Mass Transit System Public Company Limited (BTSC), el operador del Metro Aéreo de Bangkok (BTS Skytrain) y de Bus Rapid Transit (BRT), el servicio de autobuses de tránsito rápido de Bangkok.
También es socio mayoritario de la empresa conjunta que construyó y opera dos líneas de metro en Bangkok (los monorrieles elevados de la Línea Rosa y la Línea Amarilla) y tiene a su cargo el servicio de transporte público fluvial Chao Phraya Express Boat.

## Historia
La empresa fue creada como sociedad de responsabilidad limitada en 1968, bajo el nombre de Tanayong Company Limited.
La empresa estatal Bangkok Metropolitan Administration (BMA) le concedió en 1992 la construcción y operación del primer metro elevado de la capital tailandesa, pero la crisis financiera asiática de 1997 obligó a posponer los plazos de ejecución. Finalmente las dos líneas del Metro Aéreo de Bangkok (conocido también como BTS Skytrain, o simplemente Skytrain) comenzaron a funcionar en 1999, con una concesión a 30 años (hasta 2029).
En 2010 adquirió el 94,6 por ciento de Bangkok Transit System Corporation Limited (BTSC) y cambió el nombre a BTS Group Holdings PCL. Ese mismo año se hizo cargo del sistema BRT de tránsito rápido de autobuses de Bangkok.
Northern Bangkok Monorail Company Limited (NBM) y Eastern Bangkok Monorail Company Limited (EBM), filiales de BTS Group, obtuvieron ante la empresa estatal Mass Rapid Transit Authority of Thailand (MRTA) en 2017 los contratos de concesión para la construcción de las líneas Rosa y Amarilla del Metro de Bangkok, que finalmente entraron en operación en 2023.
En 2020 comenzó a funcionar la primera fase de la Línea Dorada (un people mover automatizado y elevado con transferencia al Metro Aéreo de Bangkok) que le había sido adjudicada a BTS en 2018.